# Hernán Ricardo Escobar Tovar
Hernán Ricardo Escobar Tovar (Colombia, siglo XX - Rivera, 22 de abril de 1995) fue un militar colombiano. Capitán del Ejército Nacional de Colombia.

## Biografía
Falleció en combates en el Alto de las Papas de Rivera (Huila) contra la Cuadrilla Cacica Gaitana del Ejército de Liberación Nacional (ELN), pertenecía al grupo de contraguerrilla de Los Panches.

## Homenajes
Batallón de combate terrestre No 74 CT Hernán Ricardo Escobar Tovar de la Sexta División del Ejército Nacional en Leticia.